# マン・マシーン
マン・マシーン（Man Machine, MM）は、小説およびラジオドラマ作品『ガイア・ギア』に登場する架空の兵器の分類の一つで、作中での人型をした有人機動兵器の総称。

## 概要
『ガイア・ギア』の雑誌連載が始まった1987年4月以降に制作された『機動戦士ガンダムF91』や『機動戦士Vガンダム』では、登場する人型機械のモビルスーツは従来に比べて小型化された15〜16m級の機体が主流を占めているのに対し、作中の年代では後の時代になる『ガイア・ギア』では20m級の機体が主流のままである。
『ガイア・ギア』より後の時代の宇宙世紀を描いた『G-SAVIOUR』や、さらに遥か未来を舞台とする『ガンダム Gのレコンギスタ』では、マン・マシーンではなくモビルスーツという呼び方が引き続き使用されている設定になっている。『Gのレコンギスタ』の原案となった小説『はじめたいキャピタルGの物語』（2010年発表）は宇宙世紀から千余年が過ぎたという世界が舞台となっているが、そこに登場する人型機動兵器はマン・マシーンと呼ばれていた。しかし、それを基に製作された『Gのレコンギスタ』では、モビルスーツと呼ばれるようになっている。

## デザイン
メカニカルデザインは、伊東守が担当した。なお、ゾーリン・ソールの改修前のデザインは佐山善則が手掛けている。
原作者の富野由悠季が暇な時にはたくさんの修正が送られてきたが、基本的には伊東の自由に描いている。
もともとが小説の挿絵であり作品のアニメ化の予定もなかったので、あえて当時のアニメ技術では動かせないような複雑な形の物にしている。デザインには飛行機や車の要素を取り入れ、シルエットは兵士というよりも工業製品っぽいイメージを狙っている。マハとメタトロンのデザインの違いについては、「敵は悪役っぽく」という基本を押さえて差別化されている。
伊東は「ヒーローロボットのような感じにはしたくないという部分も含めてガンダム系統とは違う形には出来た」「苦労したのはモビルスーツの100年後という時代のテクノロジーのニュアンスを出す部分」「気に入ってるのはガウッサ。割とシンプルに仕上がっていて線としては好き。ガンダムから100年後のモビルスーツとしてはあのあたりかな」とコメントしている。

## 設定
マン・マシーンは、大型の人型機械の総称。究極の万能兵器として設計されており、補給の問題さえなければ、そのFCSコンピューター・ユニットは無限とも言える種類の兵器を運用できる容量を持つと言われている。
生産に膨大なコストがかかるため、新しい機体においそれと更新することはできない。そのため、ゾーリン・ソールのような旧世代の人型機械であるモビルスーツにも改修されて運用される余地があった。

### コクピット
コクピットは技術的に完成され信頼性の高い全天周囲モニターとリニアシート方式が採用されている。全周囲視覚モニターにはマン・マシーンの全身に取り付けられたカメラアイやセンサーの捉えた映像がコンピューター補正されてモニターに投影される。ディスプレーには間近で起こった爆発の爆光などの過剰な光量を自動的に減光するフィルターがあるが、完全に減殺できるわけではない。コックピット・コアそのものがリニア方式で浮いており、さらにコア内でシートは三重のショック・アブソーバーで守られている。

### 機体構造
マン・マシーンは外部装甲が剛性を持ったモノコック構造で、ムーバブルフレームを持つ内部フレーム型のモビルスーツよりも、構造的には航空機や自動車に近い。
ガイア・ギアαは、数多くのユニットから機体が構成されるモジュール構造になっており、各ユニットとそれをつなぐ可動フレームの組合せによる複雑な機構によって人型から飛行形態へと変形することができる。可変機は得てしてその複雑な機体構造から整備性が悪く、機体の稼働率は低下しがちだが、ガイア・ギアαは機体各部のユニット化により点検や部品交換が容易であるため、整備性は意外なほど高い。

### 動力源・駆動方式
動力源として核融合炉が採用されている。モビルスーツと同様、ビームの直撃を受けたり内部加熱したりすると爆発することがある。
ガイア・ギアαは高性能小型核融合炉を搭載。ガイヤスは従来型に比べてより強力な2次反応炉型を搭載している。
ギッズ・ギースやブロン・テクスター改良型に搭載された新型ジェネレーターは、ヤン教授の”虚軸鏡像”理論に基づいたψ-サイクル核融合炉の採用により、出力が従来型と比べると体積比で35％向上している。
駆動には超電導モーターを使用する方式が採用されている。

### 推進方式
推進器は熱核ジェット/ロケットエンジンを採用し、宇宙空間での姿勢制御は機体各所に配置されたアポジモーターで行う。高推力の熱核反応エンジンにミノフスキー・フライト（ドライブ）を組み合わせることでサブフライトシステムなしでの大気圏内飛行が可能となり、ガイア・ギアαにいたってはブースターなしの自力での衛星軌道への進出も可能である。

### 大気圏突入と脱出
大気圏突入は、マンマシーンの作戦行動にとって常に足かせとなる問題である。大気圏突入の際、かつてのMSの時代はバリュートやフライングアーマー、ウェーブライダーを用意するのが普通だった。しかし、戦闘の流動化や迅速化はそのような余裕を許さなくなっており、一般的なマン・マシーンではスペースシャトルなどの宇宙往還機や各種の支援航空機を使用することで解決を図る場合が多い。それに対し、新素材や新型熱交換器を導入したガイア・ギアαはフライング・フォームに変形することにより、その問題に対処している。また、同じく最新鋭機のブロン・テクスターは飛行モードへの変形能力は持ってないものの、制動ボードの装着だけで大気圏突入が可能となっている。また、ウイング部にミノフスキー粒子発生装置を装備するガイア・ギアは、航空機形態のまま高高度まで上昇することでブースターを使用せずに自力で大気圏脱出することが可能である。コストのかかる変形機構ではあるが、それによって得られる機動性はそのデメリットを補って余りあるものがある。

### 運用
戦闘性能を第一に開発されたマン・マシーンは、その万能性と強力な破壊力で戦場の様相を一変させたが、サイズの制約からくる戦略機動能力の不足が依然大きな欠点として残っていた。そのため、マン・マシーン用の空母が必要となるが、大型・大搭載量の空母ではやはり大気圏をまたぐ作戦は困難であった。そこで、マン・マシーンを搭載可能なシャトルなどの宇宙往還機が母艦として開発された。また、マン・マシーン自体も、戦闘空域における航続距離をのばすために、大気圏内用にはミノフスキー・フライト（ドライブ）ユニット、宇宙空間ではロングレンジ・ドライブユニットなど、かつてのサブフライトシステムに代わる各種オプション・ユニットが開発当初から用意されている。最新鋭のミノフスキー・フライト機はオプション・ユニットなしに人型のまま大気圏内を飛行でき、ガイア・ギアαはさらに飛行性能を上げるために航空機形態に変形する。

### サイコミュ
サイコミュ・システムは搭乗者の脳波に感応し、五感を拡大する性質がある脳波増幅装置。これを搭載することにより、操縦性が飛躍的に向上すると同時に脳波誘導兵器ファンネルも使用可能となる。ガイア・ギアαはコックピット周辺にサイコフレーム方式のサイコミュを搭載、これによって直接パイロットの意思を駆動系に伝えることができるため、機体の追従性は極めて高い。
サイコミュに対する扱いは、小説版とサウンドシアター版で異なっている。
小説版
搭載が明言されているマン・マシーンはガイア・ギアα、ブロン・テクスター、ギッズ・ギースの3機種のみ。パイロットはアフランシ・シャア、ウル・ウリアン、ホンコン・マハのパイロットたちである。
ガイア・ギアαとブロン・テクスターに搭載されたサイコミュではタイプが異なっている。
ジョー・スレンはサイコミュが頭を変にする機械だと不審に思っていたが、マドラス・カリアによればそういうレベルは昔の話で今は違うという事である。
シンクロ作業が必要なのだが、アフランシはすぐにアルパのサイコミュを作動させたのである。また、ケラン・ミードが搭乗した時はサイコミュ反応が無かったが、アフランシが搭乗した際はサイコミュを作動させていないにもかかわらず反応が出ていた。
サウンドシアター版
オールドタイプが運用する際には、サイコミュは切られるか封印されるため、余剰パーツとなるファンネルは取り外される場合もある。サイコミュ自体は技術の進歩を受けてオールドタイプであっても使用できるように改良されており、出撃後に手動で稼動させることも可能となっているが、その対価としての精神や肉体、特に脳へのダメージは深刻な事態を生むなど、パイロットにとって諸刃の剣であった。

### ミノフスキー・クラフト/ミノフスキー・フライト（ドライブ）
ミノフスキー・クラフト/ミノフスキー・フライト（ドライブ）とは、ミノフスキー粒子を発生させてIフィールド制御を行なうことにより暫定的に反重力を発生させ、それによって機体を浮遊、あるいは推進させて大気圏内を飛行するシステムのこと。小説およびラジオドラマでは、ミノフスキー・ドライブという名称は登場しない。開発当初は戦艦、モビルアーマー (MA) クラスにしか装備できなかったが、小型化が進んでU.C.0104年にはMSサイズでも搭載可能なものが開発され、この時代には最新鋭のマン・マシーンの装備としては不可欠なものとなっている。また、ミノフスキー・バリアーとはシステムの大部分を共用できることから、両方の機能を兼ね備えている場合も多い。

### ミノフスキー・バリアー
ミノフスキー粒子を機体周辺に放出するバリアー。Iフィールドによって励起されたミノフスキー粒子によって機体の周囲を包み、必要に応じて局所的に縮退させることにより、ミノフスキー粒子の質量の一部をエネルギーに変換して攻撃を減殺するもので、実体弾（ミサイル等）、ビーム兵器の両方に有効である。このバリアーを可動させるには常時、多量のエネルギーを必要とするうえ、機器類も高価であるため、一部の最新機種や高級機種にしか搭載されていない。

### 武装
ビームライフル
貴金属粒子または数千度の高熱を発する重金属粒子を高速で撃ち出すビーム兵装。長距離からのビーム攻撃は目立って囮にしかならないため、ミサイルが敵機の回避運動を想定して直撃を予定して使用される。
地上で使用すると、大気の干渉によって射程は短くなる。
ビームサーベル
ビームを刃状に形成する近接戦闘用兵器。
サンド・バレル
対マン・マシーン用に開発された散弾兵装。重金属粒子が詰め込まれた弾丸を発射する。
ある一定の空域に散弾のように展開され、タイミングさえ合えば敵のミサイルとビームに対して完璧なバリアーになった。
背後からの攻撃でならマン・マシーンを撃破することもできるが、正面の場合、よほど当たり所が良くなければダメージを与えることはできない。
ファンネル
ファンネルはサイコミュにより脳波コントロールできる小型兵器のことで、その使用はパイロットの気力を消耗するため、一度の戦闘で一度使うのが限度である。
フィン・ファンネルは、νガンダムに装備されていたものと同じであるが、構造的にはより進歩しており、さらに小型化されている。ファンネル自体のエネルギー容量は大変小さいので、ファンネル搭載機にはファンネルを回収してエネルギーチャージを行うという一種の母艦的機能が必要とされる。
ファンネル・ミサイルは、特定のマン・マシーンに装備されている脳波コントロールされるミサイルで、敵機に直接ぶつけるように使用される。
エレクトロ・ケミカルガン
ゾーリン・ソールの持つPak43A エレクトロ・ケミカルガンは電熱化学砲の一種。液体炸薬に電圧を加えプラズマ化させ、その膨張圧と炸薬自体の爆発により装甲貫徹力の高いMS-HEAT（多段成型炸薬弾）を超高初速で発射する兵器。しばしばレールガンと混同されるが、実際は異なる分類に属する。
メガビームランチャー
ガウッサ用に開発された新式のMBR-196メガ・ビームランチャーはメガ・コンデンサーを内蔵しており、長距離射撃には不向きだが破壊力はハイメガキャノン並みである。連邦軍の規格に合わせているため、他の機体でも使用可能。威力のわりに使い勝手が良いため、ホンコン・マハのギッズ・ギースの標準装備としても採用されている。

## 機体一覧
メタトロン
- ガイア・ギア
  - ガイア・ギアα
  - ガイア・ギアα試験機（本編未登場）
  - ガイア・ギア雷電（本編未登場）

- ゾーリン・ソール
- ドハディ
  - ドハディ
  - ドハディDh-3b

- ガイヤス

地球連邦軍（マハ）
- ブロン・テクスター
  - ブロン・テクスター前期量産型
  - ブロン・テクスター量産型
  - ブロン・テクスター改良型

- ガウッサ
  - ガウッサ UM-190A
  - ガウッサ UM-190B.I
  - ガウッサ UM-190B.II

- ギッズ・ギース